# Jacqueline van Maarsen
Jacqueline Yvonne Meta (Jacque) van Maarsen (pronunție în neerlandeză [ʒɑkəˈlin iˈvɔnə ˈmeːtaː (ʒɑk) vɑm ˈmaːrsə(n)]; n. 30 ianuarie 1929, Amsterdam, Țările de Jos – d. 13 februarie 2025, Amsterdam, Țările de Jos) a fost o autoare neerlandeză care a lucrat ca legătoare de cărți. Ea este cunoscută mai ales pentru prietenia ei cu Anne Frank. Mama creștină a lui Jacque a reușit să elimine litera J (Evreu) de pe cărțile de identitate ale familiei (tatăl lui Jacques era evreu) în timpul celui de-al Doilea Război Mondial, un act care a ajutat familia van Maarsen să scape de persecuția naziștilor.

## Primii ani
Jacque s-a născut în Amsterdam, având un tată evreu olandez, Hijman van Maarsen, și o mamă creștină franceză, Elline van Maarsen. A avut o soră, Christiane. Jacque a studiat într-o școală publică din Amsterdam până în 1940, când naziștii au invadat Țările de Jos. Apoi a trebuit să se transfere la un liceu evreiesc. În școala evreiască, Jacqueline s-a împrietenit cu multe fete, inclusiv Anne Frank, Nanette Blitz, Sanne Ledermann și Hanneli Goslar. Jacque a fost secretară a clubului de ping-pong „Ursa Mică minus două”, înființat de prietenele ei.
Anne și Jacque au devenit foarte bune prietene, s-au vizitat adesea și și-a făcut temele împreună. Jacque a plăcut-o sincer pe Anne, dar a considerat-o uneori prea exigentă în prietenia ei. În iulie 1942, familia Annei s-a ascuns, dar Jacque nu a știut acest lucru. Anne și-a exprimat remușcarea, în notele ulterioare din jurnalul ei, pentru propria ei atitudine manifestată față de Jacque, privind cu o mai mare înțelegere dorința lui Jacque de a avea și alte prietene apropiate - „vreau doar să-mi cer scuze și să explice lucrurile”, a scris Anne. După ce a stat ascunsă două luni și jumătate, Anne a compus o scrisoare de adio față de Jacque în jurnalul ei, jurându-i prietenie pe viață. Jacque a citit acest pasaj mult mai târziu, după publicarea jurnalului.
Între timp, naziștii i-au arestat pe evreii din întreaga țară. Jacque, care era pe jumătate evreică după standardele naziste, a simțit amenințarea arestării. Pentru că era creștină, mama lui Jacque a reușit să elimine litera „J” (Evreu) din cărțile de identitate ale familiei sale. Acest act a ajutat familia Van Maarsen să scape de persecuția naziștilor și i-a permis lui Jacque să se transfere de la școala evreiască și să revină la școala de stat.

## După cel de-al Doilea Război Mondial
După război, Jacque a aflat că Anne nu a supraviețuit. Otto Frank, tatăl Annei, a luat legătura cu Jacque, iar Jacque a fost una dintre primele persoane căreia Otto Frank i-a arătat jurnalul Annei. În 1947 a fost publicat Jurnalul Annei Frank.
Jacque a devenit o legătoare de cărți, cu o activitate premiată. Ea s-a căsătorit cu prietenul ei din copilărie, Ruud Sanders, în 1954. Au avut trei copii. Ea a scris cinci cărți despre prietenia sa cu Anne Frank (vezi mai jos).
Jacque a continuat să locuiască la Amsterdam și a avut șapte nepoți.
Începând din 1987, Jacque a ținut discursuri despre Anne Frank în diferite școli din Germania și Statele Unite ale Americii.
Jacque a scris patru cărți despre prietenia strânsă și puternică dintre ea și Anne Frank. În plus, Jacque a apărut în documentarul Classmates of Anne Frank, difuzat în premieră la 28 noiembrie 2008.
Ea a scris și o carte de povestiri, inspirate de călătoriile ei.

## Cărți
- Anne and Jopie (1990)
- My Friend, Anne Frank (1996)
- My Name Is Anne, She Said, Anne Frank (2003)
- A Friend called Anne (2004)
- Inheriting Anne Frank (2009)